# عباس الدالي
عباس الدالي (6 مارس 1911 - 10 مارس 1980)، ممثل مصري من مواليد مدينة طنطا. حفظ القرآن الكريم ودخل المدرسة الإبتدائية والإعدادية ثم رحل إلى القاهرة وسكن في حي شبرا، حصل علي الشهادة الثانوية عام 1928، وبعد ذلك التحق للعمل بإحدي الشركات وعمل بها كاتب حسابات وفي اثناء عمله تعرف علي الفنان بشارة واكيم وطلب منه أن يمثل، لتكون بدايته من خلال المسرح، قبل أن تأتيه الفرصة للعمل بالسينما عام 1939  في فيلم «سلفني 3 جنيه» للمخرج توجو مزراحي، واستمر في العمل السينمائي حتى بداية السبعينيات وكان دائما يؤدى أدوار الغفير، البواب، الفلاح، المأذون، العسكرى، الطبيب، وبلغ رصيد أعماله 132 عملاً كان آخرها فيلم «البحث عن فضيحة» عام 1973 للمخرج نيازي مصطفى، وفيلم «شلة المحتالين» أيضاً في عام 1973 للمخرج حلمي رفلة.
وافته المنية في 10 مارس 1980 عن عمر يناهز 69 سنة.

## أعماله
- فيلم «طريد الفردوس» عام 1965 للمخرج فطين عبد الوهاب.[11]
- فيلم «نساء في حياتي» عام 1957 للمخرج فطين عبد الوهاب.[12]
- فيلم «تفاحة آدم» عام 1966 للمخرج فطين عبد الوهاب.[13]
- فيلم «رجل بلا قلب» عام 1960 للمخرج سيف الدين شوكت.[14][15]
- فيلم «اللص والكلاب» عام 1962 للمخرج كمال الشيخ.[16]

## وصلات خارجية
- عباس الدالي على موقع السينما
- عباس الدالي على موقع دهليز
- عباس الدالي على موقع IMDB
- عباس الدالي على موقع أيامينا
- عباس الدالي على موقع كاروهات نسخة محفوظة 16 أغسطس 2021 على موقع واي باك مشين.